# Ferdinand Holböck

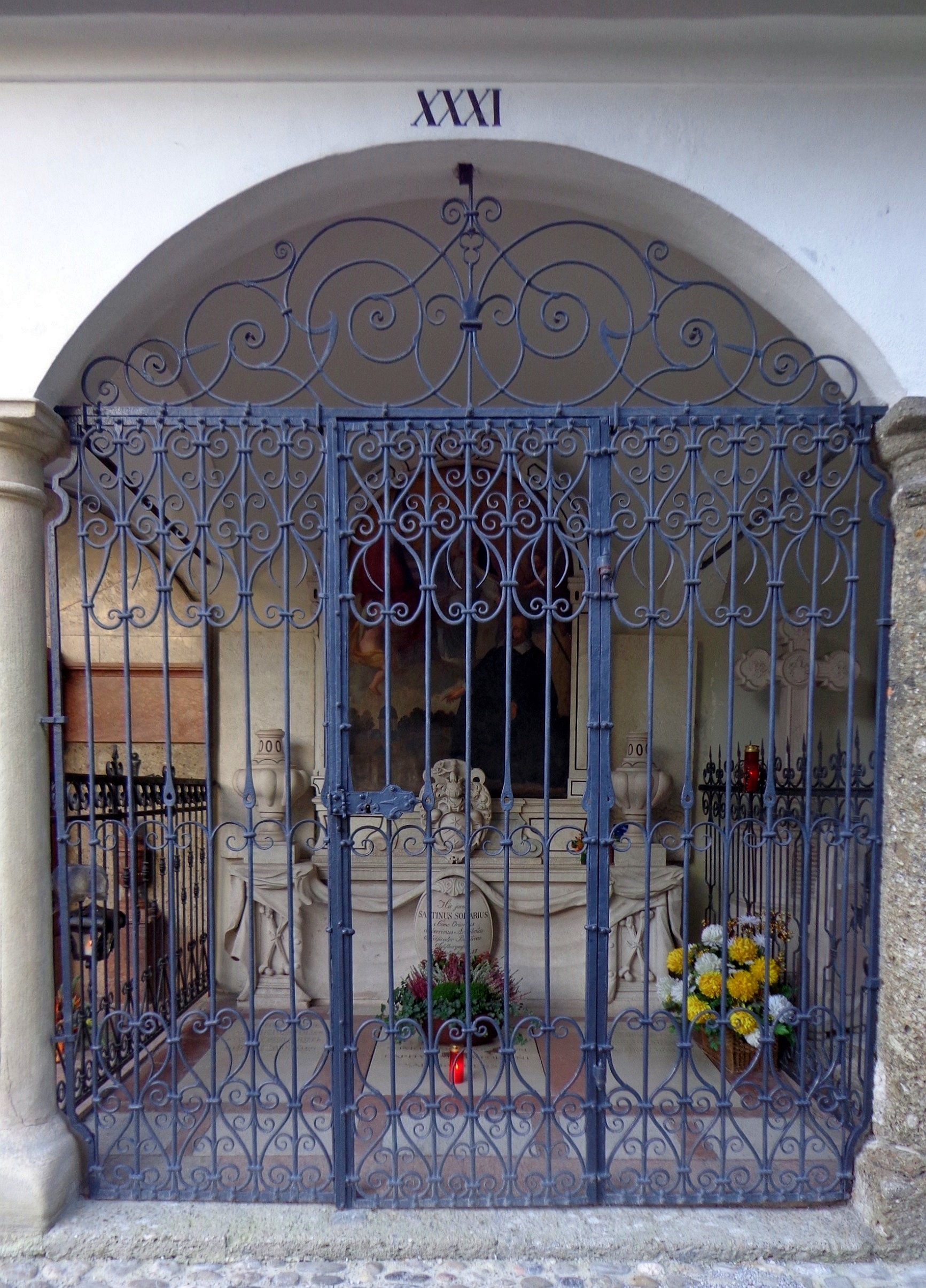
Petersfriedhof Salzburg, Gruft XXXI mit Domherrengräbern

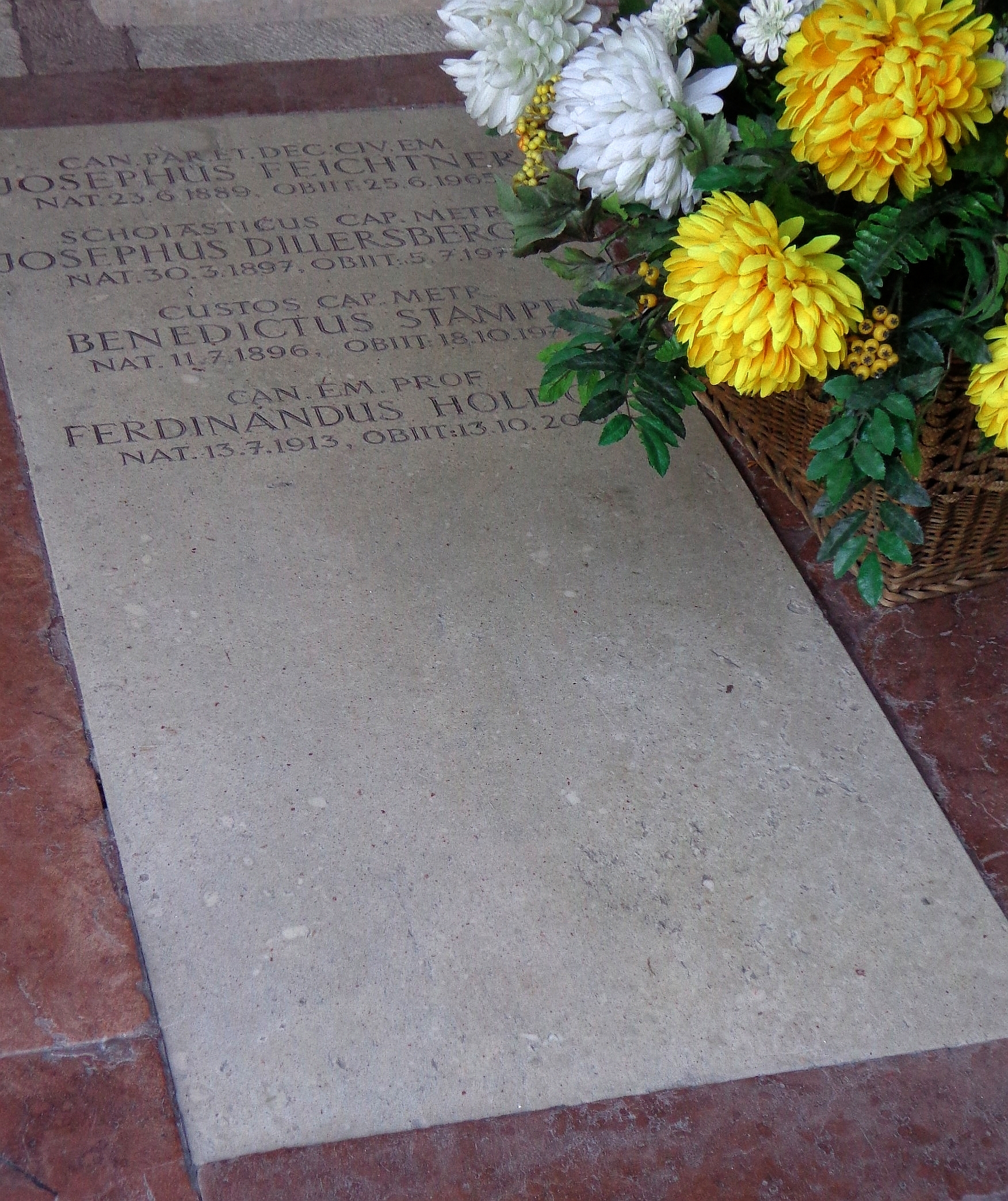
Petersfriedhof Salzburg, Gruft XXXI: Grab von Ferdinand Holböck

Ferdinand Holböck (* 13. Juli 1913 in Schwanenstadt, Oberösterreich; † 13. Oktober 2002 in Salzburg) war ein österreichischer katholischer Priester und Theologe.

## Leben
Holböcks Eltern waren Leopoldine Holböck, geborene Windischbauer und der Gastwirt und Kaufmann Josef Holböck (* 7. Februar 1874; † 2. März 1949). Holböck besuchte ab 1924 das Erzbischöfliche Gymnasium Borromäum in Salzburg, wo er 1932 mit Auszeichnung die Matura abschloss. Anschließend trat er in das Priesterseminar ein und studierte am Collegium Germanicum et Hungaricum in Rom, wo er am 10. Juli 1935 das Lizenziat in Philosophie magna cum laude erhielt. Am 30. Oktober 1938 wurde er in der Kirche des Germanicums zum Priester geweiht und primizierte in Santa Maria dell’Anima in Rom vor der deutschsprachigen Gemeinde.
1940 wurde er summa cum laude bei Sebastian Tromp zum Doktor der Theologie promoviert. 1941 kam Holböck als Kaplan nach Neumarkt am Wallersee, später als Kooperator nach Zell am Ziller (Tirol) und danach als Pfarrer nach Golling und Bad Hofgastein. Nach seiner Ernennung zum Religionslehrer am 15. September 1945 war Holböck einige Jahre an der Bundeslehrerinnen-Bildungsanstalt in Salzburg tätig. 1946 habilitierte sich Holböck mit einer Arbeit über „Das Decretum ‚Firmiter‘ des IV. Laterankonzils im Lichte der Engellehre der Frühscholastik“ in Dogmatik. Danach wirkte er als Universitätsdozent an der Theologischen Fakultät der Universität Salzburg. 1948 wurde er zum außerordentlichen, 1956 zum ordentlichen Universitätsprofessor für Dogmatik ernannt. Holböck löste den Dogmatiker Matthias Premm ab. Von 1964 bis 1965 fungierte er als Dekan der Fakultät. Bis zu seiner Emeritierung 1983 lehrte Holböck in Salzburg und dozierte von 1984 bis 1988 Dogmatik an der Philosophisch-Theologischen Hochschule in Heiligenkreuz.
Neben seiner Lehrtätigkeit war Holböck stets in der Seelsorge tätig. Von 1961 bis 1964 war er Regens des Priesterseminars der Erzdiözese Salzburg. Von 1973 bis 1988 gehörte Holböck dem Salzburger Domkapitel an.
Holböck war Präses der Marianischen Männerkongregation und über zwei Jahrzehnte Redakteur des Österreichischen Klerusblatts. Holböck veröffentlichte zahlreiche Bücher und bemühte sich publizistisch sehr um die Heiligenverehrung, speziell der neuen Heiligen. Maria verehrte er besonders unter dem Titel Unserer Lieben Frau von Fatima. Von ihm stammen viele hagiographische Werke. Holböck unterstützte das Engelwerk, begleitete die Gemeinschaft vom heiligen Josef in ihren Gründungsjahren und war Berater der Zeitschrift „Der 13.“, einem "Sprachrohr des ganz rechten Flügels der katholischen Kirche".
Holböck schrieb für das umstrittene Buch „Anneliese Michel und ihre Dämonen“ von Felicitas Goodman das Vorwort. Dort verteidigte er die beiden ausführenden, wegen fahrlässiger Tötung verurteilten Exorzisten Ernst Alt und Arnold Renz („…die sicher frei sind von jeder moralischen Schuld“). Anneliese Michel starb 1976 nach den 67 ausgeführten Exorzismen. Darüber hinaus behauptete Holböck in diesem Vorwort, dass Dämonen existierten und im Sinn der Besessenheit von Personen Besitz ergreifen könnten. Er berief sich in seiner dämonologischen Sichtweise auf katholische Theologen wie Karl Rahner, Heinrich Schlier und Joseph Ratzinger und wies darauf hin, dass die Annahme der Existenz von Dämonen und Besessenheit im Neuen Testament und in der katholischen Theologie einen festen Platz hat.
Im 90. Lebensjahr verstarb Ferdinand Holböck an den Folgen eines Unfalls und wurde in der Domherrengruft auf dem Petersfriedhof Salzburg (Gruft XXXI) beigesetzt.

## Mitgliedschaften
- Pontificia Academia Theologica Internationalis (Päpstliche Theologische Akademie)
- Marianischer Segenskreis (MSK)

## Ehrungen
- Apostolischer Protonotar
- Goldenen Ehrenzeichen des Landes Salzburg (1983)
- Österreichisches Ehrenkreuz für Kunst und Wissenschaft I. Klasse (1983)

## Veröffentlichungen (Auswahl)
- Der eucharistische und der mystische Leib Christi in ihren Beziehungen zueinander nach der Lehre der Frühscholastik. Rom 1941.
- Libera nos a malo. Überlegungen zur Kirchenkrise. Pustet, München/Salzburg 1972, ISBN 3-7025-0107-X.
- Credimus. Kommentar zum Credo Pauls VI. Pustet, München/Salzburg, 3. Aufl. 1973, ISBN 3-7025-0123-1.
- Aufblick zum Durchbohrten. Christiana, Stein am Rhein 1990, ISBN 3-7171-0924-3.
- Die neuen Heiligen der katholischen Kirche. Christiana, Stein am Rhein 1992, mehrere Bände.
- Sergius von Radonesch. Der größte Heilige Russlands. Christiana, Stein am Rhein 1992, ISBN 3-7171-0968-5.
- Die 33 Kirchenlehrer. Promoviert zum Doctor Ecclesiae. Christiana, Stein am Rhein 2003, ISBN 3-7171-1107-8.